# Heliconius schmidtmummi
Heliconius schmidtmummi är en fjärilsart som beskrevs av Takahashi 1977. Heliconius schmidtmummi ingår i släktet Heliconius och familjen praktfjärilar. Inga underarter finns listade i Catalogue of Life.